# Glaphyra approximans
Glaphyra approximans là một loài bọ cánh cứng trong họ Cerambycidae.